# Beršići
Beršići (en serbe cyrillique : Бершићи) est un village de Serbie situé dans la municipalité de Gornji Milanovac, district de Moravica. Au recensement de 2011, il comptait 269 habitants.

## Histoire
L'une des personnalités les plus remarquables du règne du prince Miloš fut un certain Vasa Popović (1777-1832), qui participa au soulèvement de Takovo en 1815 et qui, à partir de 1819, devint knez (« prince ») de la nahija (« district ») de Požega. Ami du prince Miloš, il était également l'oncle de sa femme, la princesse Ljubica. Vasa Popović était originaire de Beršići.

## Démographie
| 1948 | 1953 | 1961 | 1971 | 1981 | 1991 | 2002 | 2011 |
| ---- | ---- | ---- | ---- | ---- | ---- | ---- | ---- |
| 798  | 765  | 680  | 561  | 488  | 417  | 351  | 269  |

|  |